# آنژیوگرافی تفریق دیجیتالی
آنژیوگرافی تفریق دیجیتالی (به انگلیسی: Digital subtraction angiography) (یا به اختصار DSA) یک تکنیک تصویر برداری فلوئوروسکوپی می‌باشد که در رادیولوژی مداخله‌ای به جهت به تصویر کشیدن رگ‌های خونی در بافت‌های بدن استفاده می‌شود. تصاویر بوسیلۀ تفریق تصویر ماسک (mask) که شامل تنها پس زمینۀ آناتومیک است از تصویر fill (پرشده با ماده حاجب) که دارای فاکتورهای کنتراست می‌باشد، ایجاد می‌شوند. آنژیوگرافی تفریقی اولین بار در سال ۱۹۳۵ (در منایع انگلیسی در سال ۱۹۶۲) به عنوان تکنیکی دستی تشریح شده‌است. روش دیجیتالی DSA در دهه ۱۹۷۰ کاربردی شد.

## طرز عمل

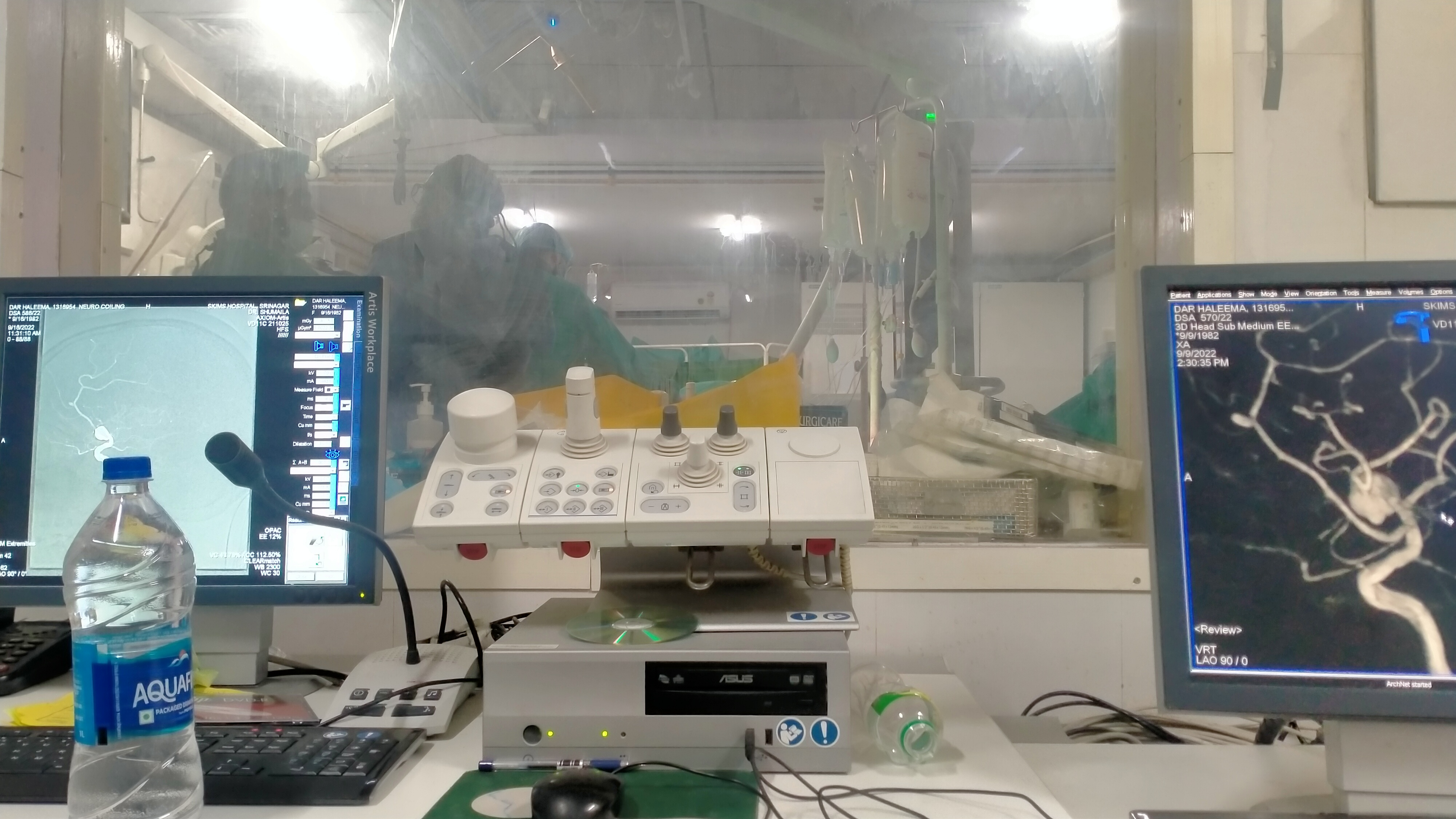
روش سیم پیچ عصبی در یک آزمایشگاه DSA SKIMS در کشمیر

### DSA و فلوئوروسکوپی
در آنژیوگرافی سنتی، تصاویر با در معرض قرار دادن یک ناحیه مورد علاقه با اشعه ایکس کنترل شده همزمان با تزریق ماده حاجب به عروق خونی به دست می‌آیند. تصویری که به دست می‌آید شامل رگ‌های خونی و تمام ساختارهای رویین و زیرین است. تصاویر برای تعیین موقعیت و تغییرات تشریحی مفید هستند اما برای تجسم عروق خونی مناسب نیستند.
برای حذف این ساختارهای اضافی برای مشاهده بهتر عروق، ابتدا یک تصویر mask به دست می‌آید. تصویر ماسک به سادگی یک تصویر از همان منطقه قبل از تزریق ماده حاجب است. تجهیزات رادیولوژیی مورد استفاده برای ضبط معمولاً یک تشدیدکننده تصویر اشعه ایکس است، که پس از آن تولید تصاویر از همان منطقه را با نرخ مجموعه (۱ تا ۷٫۵ فریم در ثانیه) ادامه می‌دهد. تصاویر تولید شده با پس زمینه خاکستری بسیار بی نور ظاهر می‌شود تا کنتراست بالا که نسبت به رگ‌های خونی ایجاد می‌شود خاکستری بسیار تاریک ایجاد کند.
همه تصاویر به صورت آنی در حالی که کنتراست به رگ‌های خونی تزریق می‌شود، توسط کامپیوتر یا پردازنده تصویر تولید می‌شوند.

### آنژیوگرافی تفریق دیجیتال داخل وریدی
آنژیوگرافی تفریق دیجیتال داخل وریدی (IV-DSA)یک نوع آنژیوگرافی است که ابتدا در اواخر دهه ۱۹۷۰ توسعه یافت. IV-DSA یک تکنیک کامپیوتری است که تصویری از پرتو ایکس منطقهٔ بدن را قبل و بعد از تزریق ید رادیواکتیو به داخل ورید مقایسه می‌کند. باقت‌ها و عروق خونی در اولین تصویر از تصویر دوم حذف می‌شوند و تصویری شفاف از عروق را می‌دهند که می‌تواند به‌طور مستقل و جدا از سایر قسمت‌های بدن مورد مطالعه قرار گیرد. IV-DSA نیز در ارزیابی بیماران قبل از جراحی و پس از عمل جراحی بای پس عروق کرونر (جراحی کنارگذر سرخرگ تاجی) و برخی از عمل‌های پیوند عضو مفید بوده‌است.

## کاربردها
DSA در درجه اول برای تصویر کردن عروق خونی استفاده می‌شود و در تشخیص و درمان موارد زیر مفید است:
- انسداد شریانی و وریدی، از جمله تنگی شریان کاروتید، آمبولیزاسیون ریوی آمبولی ریه و ایسکمی حاد حاد.
- تنگی شریان، که به خصوص برای اهداکنندگان بالقوه کلیه در تشخیص تنگی شریان کلیوی مفید است. DSA معیارهای استاندارد طلایی برای دنبال کردن تنگی عروق کرونری است.[۵]
- آنوریسم مغزی و ناهنجاریهای وریدی (AVM).

## آینده
DSA در بخش‌های تصویربرداری کمتر و کمتر به‌طور معمول انجام می‌شود. آنژیوگرافی توموگرافی کامپیوتری (سی‌تی آنژیوگرافی) (CTA) جایگزین شده‌است.

## برای مطالعهٔ بیشتر
- Anagnostakos, Nicholas Peter; Tortora, Gerard J. (1990). Principles of Anatomy and Physiology. San Francisco: Harper & Row. ISBN 0-06-046694-4.